# Vadász Gábor
Vadász Gábor (1984. március 10. –) magyar színész.

## Életpályája
Szeghalmon nőtt fel. A Péter András Gimnázium és Szigeti Endre Szakképző Iskolában tanult. A színészet alapjaival a Békéscsabai Jókai Színház stúdiójában ismerkedett meg, ahol 2003-tól tanult, majd a színház tagja lett. Tanárai voltak: Bartus Gyula és Felkai Eszter. Első budapesti szerepét a Játékszínben, a 2017-ben bemutatott Életrevalók című előadásban kapta, ahol az egyik címszereplőt alakította. 2017-től folyamatosan szerepel több budapesti színházban és produkcióban is.
Párja Szőlőskei Tímea színésznő.

## Fontosabb színházi szerepei
| Előadáscím               | Szerep                             | Bemutató éve | Helyszín/szervező      | Rendező          |
| ------------------------ | ---------------------------------- | ------------ | ---------------------- | ---------------- |
| Ments meg, szerelem!     | Kifőzdés férfi                     | 2023         | Vidám Színpad          | Horgas Ádám      |
| 39 lépcsőfok             | Bohóc                              | 2022         | Vidám Színpad          | Horgas Ádám      |
| Szextett                 | Robert Samson                      | 2022         | Vidám Színpad          | Horgas Ádám      |
| Szeress, ha bírsz        | Patrick                            | 2021         | Vidám Színpad          | Tasnádi Csaba    |
| A vád tanúja             | Carter, Sir Wilfried irodavezetője | 2020         | Játékszín              | Simon Kornél     |
| Sztárcsinálók            | Claudius császár                   | 2020         | PS Produkció           | Szente Vajk      |
| Riviéra                  | Balla úr                           | 2019         | Orlai Produkciós Iroda | Benedek Miklós   |
| Hazudj inkább, kedvesem! | Juan                               | 2018         | Játékszín              | Radó Denise      |
| Életrevalók              | Driss                              | 2017         | Játékszín              | Horgas Ádám      |
| We will rock you         | Buddy                              | 2017         | PS Produkció           | Cornelius Baltus |

## Filmes és televíziós szerepei
- 200 első randi (2018–2019) – Adony
- Doktor Balaton (2020–2022) – Kispákai
- Mintaapák (2021) – Kispákai
- Gólkirályság (2023–) – szurkoló
- Pokoli rokonok (2025) – Dharma
- A mi kis falunk (2025) – Pultos

## Díjai és kitüntetései
- Kránitz Lajos-díj (2017)[12]